# 獅子の門
『獅子の門』（ししのもん）は、夢枕獏による格闘小説。月刊『小説宝石』（光文社）において1984年から長期の休載を挟み2014年まで連載。キャッチコピーは「スーパー・バイオレンス小説」。表紙と本文のイラストは漫画家の板垣恵介。単行本は全8冊がカッパ・ノベルス（光文社）より刊行。また第1巻から第3巻までは文庫版も発売されている。
性格も出身地も全く異なる芥菊千代、志村礼二、竹智完、室戸武志の4人の少年が、それぞれ格闘技に出会って鍛錬を積み、やがて互いを知りしのぎを削り合うという本筋に、サブキャラクター達が展開する複数のサイドストーリーが絡んでいく。なお、1980年代の連載当初は、この4人に加え加倉文平も含めた5人の少年が主人公だった。また羽柴彦六に関しては夢枕獏いわく、主役として好き放題にやらせたくなってしまうキャラクターなので（少年達から主役の座を奪わないよう）注意が必要だと単行本のあとがきで述べている。
第3巻までは本文イラストなしだったが、第4巻の刊行にあたって漫画家の板垣恵介がイラストを描くことになり、これに併せて既刊分も板垣のイラストで一新、再刊された。これはそもそも板垣恵介が漫画版『餓狼伝』（夢枕獏原作）に久我重明を出演させたことがきっかけであった。巨人の松井秀喜のような顔をした漫画の久我重明を見た夢枕獏はあまりにもイメージ通りなのに感激し、『獅子の門』もぜひ板垣に漫画化してほしくなったと単行本のあとがきで漏らしている。なお漫画版『餓狼伝』での久我重明は、古武術ではなく空手の使い手として登場する。

## 登場人物

### 主要人物
芥 菊千代（あくた きくちよ）
海辺の町に住む中学生で、気性の激しい母親との2人暮らし。内向的な性格で対人恐怖症の気があり、他人との会話が苦手。また右腕が左腕に比べて3センチほど長いことにコンプレックスを感じている。このため独りでいることが多かったが、空手家の鳴海俊男との出会いに触発されて空手を始める。
運動神経や体格には特に秀でたところはないが、苦痛への耐性は人並みはずれており、長時間の反復練習を全く苦にせず、試合でも異常なまでのタフネスを発揮する。得意技は相手のガードをも突き崩す連撃と、リーチが長く強靭な右腕から繰り出されるストレート。
竹智 完（たけち かん）
夜の東京を徘徊する、暴力団組織の末端構成員。天性の運動神経に加え、昔習っていた空手を実戦向けにアレンジした独特の格闘術を使う。ある夜、鉄砲玉としての任務を遂行して逃走中の自分と、追手である敵対組織の構成員とが共に羽柴彦六によってあっさり倒され、この出会いが竹智の運命を変える。
やがて行方をくらました武智は海外を放浪し蟷螂拳を身につけて帰国するが、かつての猛々しい部分はなりを潜めている。
志村 礼二（しむら れいじ）
信州・松本の高校に通うティーンエイジャー。非常な美貌の持ち主だが気性は荒く、札付きの不良で通っている。勝つためには手段を選ばず、また相手の受けるダメージなども一切気にかけない危険な男。ある日、ふとしたことから同級生である加倉文平の秘められた強さに気付く。自分と同じく貧しい父子家庭の出身である文平に対して「喧嘩でだけは負けられない」と、文平に勝つことを目的に同じ空手道場で学ぶが、ある日の組み手で敗北。「同じことをしていては勝てない」と悟り、やがて古武術の使い手である久我重明に弟子入りする。
重明に師事してからは心理的なかけひきで相手を出し抜き勝利することが多くなるが、格闘技の実力は高く、変幻自在の蹴り技を得意とする。
室戸 武志（むろと たけし）
北海道でひとり暮らしをしている少年。プロレスラーであった父親の教えに従って毎日のトレーニングを欠かしたことが無く、大柄かつ強靭な肉体を誇る。相手を傷つけることを恐れて争い事を避けていたが、ふとしたことがきっかけで赤石元一のプロレス団体に入門。さらなるトレーニングを重ね、やがて武林館の開催するトーナメントに飛び入り参加する。
格闘技術やかけひきに関してはまだ拙いものの、頑健な肉体と、相手のガードをものともしない強力な一撃で勝利を狙う。
羽柴 彦六（はしば ひころく）
あちこちに現れる年齢不詳、経歴不明の武術の達人。主に中国拳法を使用するが、小石を武器として使ったり、相手の腕を瞬時に極めて折ったりするなどその底は計り知れない。武器の使用や骨折に至る攻撃は相手が相応の実力者である時に限り、実力差が明白な相手に対しては、顎を叩いての脳震盪やツボを突いて動けなくするなど、ダメージを少なく抑える傾向がある。
久我 重明（くが じゅうめい）
全身黒ずくめの、萩尾流古武術の使い手。“鉄のような男”と形容され、“暗器の重明”としても知られている。彦六とは対照的に、どんな相手であってもほとんど手加減せず、また急所攻撃、倒れた相手への攻撃なども躊躇せずに行う。師である萩尾老山と兄である久我伊吉を倒した羽柴彦六を狙うが、これは単に強い相手を求めてのことであり、「彦六が老山を倒さなかったら自分が老山を倒していただろう」と語る。
一時的に志村の師となるが、「裸拳で大木の幹を殴り続けろ」「飼っている犬をその手で殺せ」「目の前で女（香代）とセックスをしてみろ」など、常識はずれの精神修行を課す。
鳴海 俊男（なるみ としお）
不良にからまれていた菊千代たちを助けた武林館空手の使い手。子供のころは柔道を習っていた。武林館の現役選手の中ではトップクラスだが、天才と呼ばれる大型選手、麻生誠とは3度対戦して全敗。顔面攻撃なしの武林館のルールでは体格に勝る麻生に勝てないと悟りのちに武林館を辞去、自分の空手道場、鳴海塾を立ち上げる。なお、これに際して菊千代も武林館から鳴海塾へと移籍している。
加倉 文平（かくら ぶんぺい）
貧しい父子家庭出身の苦学生であり、志村 礼二とは高校の同級生。武林館で空手を習っているが、その類まれな才能は早くも周囲の注目を集め始めており、次世代のトップ選手と目される。また父親の友人である羽柴彦六からはたまに中国拳法を学んでおり、その動きを交えた独自の格闘スタイルを開発しつつある。
父親である加倉文吉は、夢枕獏の別作品『風果つる街』の主人公である。

### その他の登場人物
赤石 文三（あかいし ぶんぞう）
フルコンタクト空手の一大流派、武林館の総帥。かつては最強の座にあったが引退、“空手家”ではなく“空手屋”になったと語る。羽柴彦六とは仲が良く、久我重明とも顔見知りである。
麻生 誠（あそう まこと）
最強の名をほしいままにする、体格に優れた武林館の空手家。館長の赤石からは“努力する天才”と形容される。竹智完が武林館に在籍していた時代に同じ道場へ通っていたため、互いに面識がある。
芥 麗子（あくた れいこ）
菊千代の母。気性が激しく、怒ると常軌を逸した行動に出る。のちに蒸発し消息不明だったが、金沢でバーのママになっている。
的場 香代（まとば かよ）
竹智の元恋人。竹智の兄貴分であるヤクザの黒崎に陵辱され、黒崎から久我重明に引き渡され、重明から志村礼二に与えられるという幸薄い女性。ひょんなことから芥麗子がママを務めるバーに雇われる。
萩尾 老山（はぎお ろうざん）
萩尾流古武術の先代伝承者だが、羽柴彦六と戦って敗れたことをきっかけに健康を害し、他界した。
久我 伊吉（くが いきち）
久我重明の兄で同じく萩尾流古武術の使い手。萩尾老山の死が原因で彦六に挑戦するも返り討ちに遭う。実力は高いが、単行本第一巻（群狼編）において格闘シーンもないまま彦六によって倒され横たわっていたり、第六巻（雲竜編）において鹿久間源に完敗したりするなど、かませ犬的役割も多い。芥麗子のバー・狂花の常連らしいが、麗子との関係は不明。菊千代には好かれている。
黒崎（くろさき）
竹智の兄貴分で、暴力団組織朱雀会の現役組員。的場香代をものにしたいがために竹智を鉄砲玉として送り出し、その隙に香代をレイプするが、戻ってきた竹智によってペニスを2つに裂かれる。用心棒兼便利屋として久我重明を雇っているが、実際はほとんど頭が上がらない。
赤石 元一（あかいし げんいち）
赤石文三の息子。一流の実力派プロレスラーであり、武志の敬愛する先輩。空手仕込みのキックを使うが、メインとする格闘スタイルはレスリング。志村との私闘では股間を蹴られるなど敗北の描写が多かったが、ブラジリアン柔術とはのちに再戦、リベンジを果たす。
天城 六郎（あまぎ ろくろう）
鳴海俊男が子供のころに師事し、敬愛していた柔道家。オリンピックの強化選手候補だったほどの実力者だが、寝技にこだわりすぎたために選考にもれたという逸話を持つ。自宅に乱入して来た強盗を絞め殺したことが原因で道場をたたんだため、以後、鳴海は空手に転向した。
鹿久間 源（かくま げん）
ふらりと芥麗子のバーに現れた、体重150キロはあろうかという巨漢。投げ技、極め技を使い、久我伊吉を圧倒する。師は天城六郎（ただし、天城の方から技を教えさせてくれと乞うて結ばれた師弟関係である）。天城のことを「変態オヤジ」と呼んでいる。
鬼頭 順之介（きとう じゅんのすけ）
水上流柔術の使い手。外見は年齢40歳ほどの、どこにでもいそうな中年男。

## 各巻のタイトルと内容

### 群狼編（第1巻）
4人の少年たちがそれぞれ拳法の達人、羽柴彦六と出会い、やがてそれぞれ異なる理由から格闘技を志す。

### 玄武編（第2巻）
空手家・鳴海俊男の道場に入門し、練習を重ねる菊千代。そこへアジア放浪の旅から帰った竹智が訪ねてくる。菊千代と鳴海は、竹智が中国で習得したらしい蟷螂拳に息を呑む。一方そのころ、文平に完敗したことから素行を乱し夜の町で蛮勇を振るっていた志村は、全身黒づくめの男に完膚なきまでに叩きのめされる。地面に転がった志村の顔に、男は容赦なく踵を打ち下ろした。「これならあいつに勝てる」と確信した志村はその男、久我重明に弟子入りを志願する。

### 青竜編（第3巻）
空手団体真武会の主催する格闘トーナメントが開催される。自らの道場を立ち上げたばかりの鳴海は名を上げるため、一番弟子の菊千代とともに参加する。ところがこの大会には偶然にも、久我重明が志村を力試しのため送り込んでおり、菊千代と同じ階級で戦うことに。順当に勝ち上がり決勝で相まみえる両者の実力は伯仲しているが、打たれ強さで勝る菊千代が優勢となる。しかし“勝負は最後に立っていた者の勝ち”とする重明の思想に従った志村は、菊千代の股間に故意の蹴りを見舞い、悶絶させる。試合は志村の反則負けとなるも、志村は勝利の優越感にひたり、優勝した菊千代は敗北感を味わう結果となる。

### 朱雀編（第4巻）
岩手県は花巻の寺で住み込み修行しつつ、近所の子供達に蟷螂拳を教えるなど平和な生活を送っていた竹智に、朱雀会から追っ手として派遣された久我重明と志村礼二が迫る。戦いを避けたい竹智だったが、重明と志村の傍らにはかつての恋人、的場香代がいた。勝てば香代の身柄を渡すという申し出を受け、重明と対決する竹智。しかし、重明は全てにおいて彼を上回る。旗色の悪くなりつつあった竹智を救ったのは羽柴彦六だった。いよいよ拳を合わせた彦六と重明による戦いのレベルは桁外れであり、「重明が最初から本気であれば自分など一瞬で倒されていたはず」と悟った竹智は戦慄する。激しい攻防を繰り広げる2人だが、お互い決定打がないまま寺の住職・愚村の仲裁で勝負は中止となる。

### 白虎編（第5巻）
日本格闘技界に異変が起こっていた。武林館館長の息子であり、一流のプロレスラーである赤石元一がブラジリアン柔術の使い手になす術も無く倒されたのだ。この興行には朱雀会が一枚噛んでおり、メンツを潰され大損をしたとする朱雀会は報復として久我重明を柔術家側へ差し向けた。「ブラジリアン柔術が全身黒ずくめの男に手玉に取られた」と聞いた赤石元一は、秘密を知るべく久我重明に弟子入りを申し込むが、重明は弟子の志村と戦って勝つことを条件にする。体格差と、最初の攻防の感触から勝利を確信した赤石だったが、志村の策略にはまり敗北する。その場にいた武志は尊敬する先輩である赤石が卑怯な手段によって倒されたことに憤り、志村と対決しようとするが、武志の持つ潜在的な危険を察した重明は志村を制してその場を去る。
そして世界最大の空手団体、武林館の主催するオープントーナメントが開催され、菊千代と志村は再び同じ舞台に。この大会には、志村が宿敵と目する加倉文平と、当日飛び入り枠の選手として竹智完と武志も参加していた。毎試合全力で飛ばす菊千代、相手の心理を巧みに突く志村は順当に勝ち上がる。また、見慣れない拳法を使う竹智と文平も余裕を残しつつ決勝に向かって歩を進める。一方、実戦経験のほとんどない武志は歴戦の強者たちとの対戦に四苦八苦するが、驚異的な打たれ強さと一撃の破壊力で勝ち進む。やがて竹智と志村との、香代をめぐる因縁を含む対決が幕を開けた。蟷螂拳を駆使して志村を苦しめる竹智だが、すべての要素を駆使して勝利を掴もうとする志村はまたも一歩先を行く。一方では、武志と文平が拳を交えつつあった。武志はこれまで戦ってきた強豪たちを凌駕する文平の強さに感動し、押されながらも善戦する。

### 雲竜編（第6巻）
武林館トーナメントはいよいよ佳境。第二の準決勝において菊千代と志村が因縁の再戦を果たす。菊千代は権謀術数の影に隠されていた志村の真の実力に驚嘆し、志村は菊千代の実力の底深さに畏怖の念を抱く。意識が飛んでも戦い続ける両者はいつしかルールさえ忘れ、いかなる手を使っても相手を倒そうとする。菊千代が倒れた志村にマウントポジションを取って殴りつければ、志村は重明ゆずりの一本貫き手で菊千代の急所を深々と貫き、突き離す。もはや空手ではないと判断した審判は勝負なしを告げた。結果、武林館トーナメントは第一の準決勝で文平を判定で下した新人プロレスラー、室戸武志が優勝するという大番狂わせに終わったのだった。
それから時を置いて、元武林館の空手家であった団君麻呂が主催するNKトーナメントの幕が切って落とされた。念願だった顔面攻撃ありのルール下で宿敵・麻生誠との再戦を期する鳴海だが、主催者側の思惑により実力者とばかり対戦させられ、決勝に進むも大きなダメージを受ける。決勝戦では麻生が鳴海を圧倒、セコンドに付いていた菊千代が涙ながらに止めるが、鳴海は戦い続ける。全力を出し尽くした鳴海だったが、肉体に大きな代償を負う。
その後、金沢にいた久我重明の兄、伊吉のもとに見慣れない男たちが現れた。その1人、鹿久間源という巨漢は伊吉を圧倒し、通常の格闘技のものではない投げ技で止めをさす。男たちの狙いは久我重明である。

### 人狼編（第7巻）
武林館で総合トーナメントが開催されることになった。その大会には、麻生や室戸、赤石元一、それにリザーバーとして鹿久間源と拳に障害の残る鳴海も出場することが決まった。しかし、鹿久間はリザーバーの立場を不服とし、本選出場枠の日本人選手を襲い、倒すことで、自分が本選に出られるようにしようと目論む。
一方、久我重明は天城の下を訪れ、鹿久間が彼の弟子になった経緯を聞く。その直後、天城は重明に挑むが返り討ちにあい、武術家として再起不能の重傷を負う。
鹿久間は本選出場選手の麻生や柔道家の岩神京太に挑むが相手にされず、千葉の九十九里にある武林館合宿所で秘密特訓をしていた赤石元一のもとに現れる。元一の正拳で肋に罅を入れられながら、鹿久間は元一の左手首を破壊する。元一は試合を続行しようとするが、その場に重明が現れたため、勝負は中断し鹿久間は引き下がる。
ついにトーナメント開催の日がやってくる。リザーバーの試合が本選に先駆けて行なわれ、そこで鹿久間は対戦相手をヒールホールドで秒殺し、鳴海も天城に教わった技で勝利する。

## 単行本
1. 群狼編（1985年8月）ISBN 4-334-02614-1
2. 玄武編（1986年11月）ISBN 4-334-02675-3
3. 青竜編（1988年6月）ISBN 4-334-02764-4
4. 朱雀編（2002年3月）ISBN 4-334-07457-X
5. 白虎編（2004年4月21日）ISBN 4-334-07559-2
6. 雲竜編（2006年3月27日）ISBN 4-334-07629-7
7. 人狼編（2010年3月19日）ISBN 978-4-334-07689-4
8. 鬼神編（2014年3月19日）ISBN 978-4-334-07721-1